# Яя Туре
Яя Туре (фр. Yaya Touré, нар. 13 травня 1983, Буаке) — івуарійський футболіст, що грав на позиції півзахисника. По завершенні ігрової кар'єри — тренер. В 2021 році входив до тренерського штабу клубу «Олімпік» (Донецьк).
Виступав, зокрема, за клуб «Манчестер Сіті», а також національну збірну Кот-д'Івуару.
Чемпіон Греції. Володар Кубка Греції. Дворазовий чемпіон Іспанії. Володар Кубка Іспанії. Володар Суперкубка Іспанії з футболу. Володар Кубка Англії з футболу. Триразовий чемпіон Англії. Триразовий володар Кубка англійської ліги. Переможець Ліги чемпіонів УЄФА. Володар Суперкубка УЄФА. Клубний чемпіон світу. У складі збірної — володар Кубка африканських націй.
Африканський футболіст року 2011 та 2012 років. Молодший брат відомого футболіста Коло Туре.

## Клубна кар'єра
Вихованець футбольної школи івуарійського клубу «АСЕК Мімозас».
2001 року переїхав до Європи, де протягом 2,5 сезонів захищав кольори бельгійського клубу «Беверен», що виступав у другій за ієрархією бельгійській лізі. У січні 2004 року приєднався до донецького «Металурга», у складі якого провів півтора сезони.
На початку сезону 2005–2006 перейшов до грецького «Олімпіакоса», у складі якого виграв місцевий чемпіонат і Кубок країні, а ще за рік — до представника французької першості клубу «Монако».
Після лише одного року виступів у Франції гравець привернув увагу тренерів «Барселони» і влітку 2007 року приєднався до каталонського клубу. Відразу став гравцем основного складу. Найуспішнішим для гравця став сезон 2008-09, в якому його команда виграла усі можливі титули, ставши чемпіоном Іспанії, володарем Кубка та Суперкубка країни, а також здобувши перемогу у Лізі чемпіонів УЄФА та володарем Суперкубка УЄФА. Наступного сезону «Барселона» та Туре у її складі знову стали перможцями внутрішнього чемпіонату. Влітку 2009 року клуб подовжив контракт з футболістом до 2012 року.
Однак вже за рік, 2 липня 2010 року, перейшов до англійського клубу «Манчестер Сіті». Відіграв за «Сіті» вісім сезонів своєї кар'єри, протягом яких здебільшого був ключовою фігурою у центрі поля англійського гранда.
2 вересня 2018 року досвідчений івуарієць повернувся до грецького «Олімпіакоса». Проте, провівши лише чотири гри за цю команду в усіх турнірах, у грудні того ж року за обопільною згодою залишив клуб.
Завершив ігрову кар'єру у команді «Ціндао Хайню», за яку виступав протягом 2019 року.

## Виступи за збірну
Почав викликатися до національної збірної Кот-д'Івуару з 2004 року. У складі головної команди країни 2006 року брав участь у її першому чемпіонаті світу. Команда не змогла подолати груповий етап змагання, здобувши одну перемогу та зазнавши двох поразок. Яя Туре повністю відіграв в усіх трьох матчах збірної.
Учасник чемпіонату світу 2010 року.
20 вересня 2016 року офіційно завершив виступи за збірну.

## Кар'єра тренера
Розпочав тренерську кар'єру невдовзі по завершенні кар'єри гравця, взимку 2021 року, увійшовши до тренерського штабу донецького «Олімпіка». Яя працював в українському клубі безкоштовно. 23 травня 2021 покинув клуб.

## Статистика виступів

### Статистика клубних виступів
| Сезон                      | Команда                    | Чемпіонат                  | Чемпіонат | Чемпіонат | Національний кубок | Національний кубок | Національний кубок | Континентальні кубки | Континентальні кубки | Континентальні кубки | Інші змагання | Інші змагання | Інші змагання | Усього | Усього |
| Сезон                      | Команда                    | Ліга                       | Ігор      | Голів     | Ліга               | Ігор               | Голів              | Ліга                 | Ігор                 | Голів                | Ліга          | Ігор          | Голів         | Ігор   | Голів  |
| -------------------------- | -------------------------- | -------------------------- | --------- | --------- | ------------------ | ------------------ | ------------------ | -------------------- | -------------------- | -------------------- | ------------- | ------------- | ------------- | ------ | ------ |
| 2001–02                    | «Беверен»                  | ЛЖ                         | 28        | 0         | КБ                 | 0                  | 0                  | -                    | -                    | -                    | -             | -             | -             | 28     | 0      |
| 2002–03                    | «Беверен»                  | ЛЖ                         | 30        | 3         | КБ                 | 0                  | 0                  | -                    | -                    | -                    | -             | -             | -             | 30     | 3      |
| 2003-січ. 2004             | «Беверен»                  | ЛЖ                         | 12        | 0         | КБ                 | 0                  | 0                  | -                    | -                    | -                    | -             | -             | -             | 12     | 0      |
| Усього за «Беверен»        | Усього за «Беверен»        | Усього за «Беверен»        | 70        | 3         |                    | 0                  | 0                  |                      | -                    | -                    |               | -             | -             | 70     | 3      |
| січ.-черв. 2004            | «Металург» (Д)             | ВЛ                         | 11        | 1         | КУ                 | 0                  | 0                  | -                    | -                    | -                    | -             | -             | -             | 11     | 1      |
| 2004–05                    | «Металург» (Д)             | ВЛ                         | 22        | 2         | КУ                 | 2                  | 1                  | КУЄФА                | 4                    | 1                    | -             | -             | -             | 28     | 4      |
| Усього за «Металург»       | Усього за «Металург»       | Усього за «Металург»       | 33        | 3         |                    | 2                  | 1                  |                      | 4                    | 1                    |               | -             | -             | 39     | 5      |
| 2005–06                    | «Олімпіакос»               | АЕ                         | 20        | 3         | КГ                 | 3                  | 0                  | ЛЧ                   | 6                    | 0                    | -             | -             | -             | 29     | 3      |
| 2006–07                    | «Монако»                   | Л1                         | 27        | 5         | КФ+КЛ              | 2+1                | 0                  | -                    | -                    | -                    | -             | -             | -             | 30     | 5      |
| 2007–08                    | «Барселона»                | ПД                         | 26        | 1         | КІ                 | 3                  | 0                  | ЛЧ                   | 9                    | 1                    | -             | -             | -             | 38     | 2      |
| 2008–09                    | «Барселона»                | ПД                         | 25        | 2         | КІ                 | 6                  | 1                  | ЛЧ                   | 12                   | 0                    | -             | -             | -             | 43     | 3      |
| 2009–10                    | «Барселона»                | ПД                         | 23        | 1         | КІ                 | 1                  | 0                  | ЛЧ                   | 8                    | 0                    | СІ+КЧС+СУ     | 2+2+1         | 0             | 37     | 1      |
| Усього за «Барселона»      | Усього за «Барселона»      | Усього за «Барселона»      | 74        | 4         |                    | 10                 | 1                  |                      | 29                   | 1                    |               | 5             | 0             | 118    | 6      |
| 2010–11                    | «Манчестер Сіті»           | ПЛ                         | 35        | 8         | КА+КЛ              | 7+0                | 3+0                | ЛЄ                   | 8                    | 1                    | -             | -             | -             | 50     | 12     |
| 2011–12                    | «Манчестер Сіті»           | ПЛ                         | 32        | 6         | КА+КЛ              | 0+0                | 0                  | ЛЧ+ЛЄ                | 6+3                  | 3+0                  | СА            | 1             | 0             | 42     | 9      |
| 2012–13                    | «Манчестер Сіті»           | ПЛ                         | 32        | 7         | КА+КЛ              | 4+0                | 1+0                | ЛЧ                   | 5                    | 1                    | СА            | 1             | 1             | 42     | 10     |
| 2013–14                    | «Манчестер Сіті»           | ПЛ                         | 35        | 20        | КА+КЛ              | 4+3                | 0+3                | ЛЧ                   | 7                    | 1                    | -             | -             | -             | 49     | 24     |
| 2014–15                    | «Манчестер Сіті»           | ПЛ                         | 29        | 10        | КА+КЛ              | 1+2                | 0+1                | ЛЧ                   | 5                    | 1                    | СА            | 1             | 0             | 38     | 12     |
| 2015–16                    | «Манчестер Сіті»           | ПЛ                         | 32        | 6         | КА+КЛ              | 0+5                | 0+1                | ЛЧ                   | 10                   | 1                    | -             | -             | -             | 47     | 8      |
| 2016–17                    | «Манчестер Сіті»           | ПЛ                         | 25        | 5         | КА+КЛ              | 4+0                | 2+0                | ЛЧ                   | 2                    | 0                    | -             | -             | -             | 31     | 7      |
| 2017–18                    | «Манчестер Сіті»           | ПЛ                         | 10        | 0         | КА+КЛ              | 0+4                | 0                  | ЛЧ                   | 3                    | 0                    | -             | -             | -             | 17     | 0      |
| Усього за «Манчестер Сіті» | Усього за «Манчестер Сіті» | Усього за «Манчестер Сіті» | 230       | 62        |                    | 34                 | 11                 |                      | 49                   | 8                    |               | 3             | 1             | 316    | 82     |
| вер.-груд. 2018            | «Олімпіакос»               | СЛ                         | 2         | 0         | КГ                 | 1                  | 0                  | ЛЄ                   | 2                    | 0                    | -             | -             | -             | 5      | 0      |
| Усього за «Олімпіакос»     | Усього за «Олімпіакос»     | Усього за «Олімпіакос»     | 22        | 3         |                    | 4                  | 0                  |                      | 8                    | 0                    |               | -             | -             | 34     | 3      |
| лип.-груд. 2019            | «Ціндао Хайню»             | КСЛ                        | 14        | 2         | КК                 | 0                  | 0                  | -                    | -                    | -                    | -             | -             | -             | 14     | 2      |
| Усього за кар'єру          | Усього за кар'єру          | Усього за кар'єру          | 470       | 82        |                    | 53                 | 13                 |                      | 90                   | 10                   |               | 8             | 1             | 621    | 106    |

### Статистика виступів за збірну
| Дата       | Місто                | Господарі        | Результат                 | Гості                | Турнір                                               | Голи | Примітки                       |
| ---------- | -------------------- | ---------------- | ------------------------- | -------------------- | ---------------------------------------------------- | ---- | ------------------------------ |
| 20-6-2004  | Александрія          | Єгипет           | 1 – 2                     | Кот-д'Івуар          | Відбір до ЧС 2006                                    | -    | 90'                            |
| 18-8-2004  | Авіньйон             | Кот-д'Івуар      | 2 – 1                     | Сенегал              | товариський матч                                     | -    |                                |
| 10-10-2004 | Котону               | Бенін            | 0 – 1                     | Кот-д'Івуар          | Відбір до ЧС 2006                                    | -    |                                |
| 12-11-2005 | Ле-Ман               | Румунія          | 1 – 2                     | Кот-д'Івуар          | товариський матч                                     | -    | 46'                            |
| 16-11-2005 | Женева               | Італія           | 1 – 1                     | Кот-д'Івуар          | товариський матч                                     | -    | 71'                            |
| 21-1-2006  | Каїр                 | Марокко          | 0 – 1                     | Кот-д'Івуар          | Кубок африканських націй 2006 - 1-й етап             | -    |                                |
| 24-1-2006  | Каїр                 | Лівія            | 1 – 2                     | Кот-д'Івуар          | Кубок африканських націй 2006 - 1-й етап             | 1    | 88'                            |
| 28-1-2006  | Каїр                 | Єгипет           | 3 – 1                     | Кот-д'Івуар          | Кубок африканських націй 2006 - 1-й етап             | -    | 85'                            |
| 4-2-2006   | Каїр                 | Камерун          | 0 – 0 д.ч. (11 - 12 п.п.) | Кот-д'Івуар          | Кубок африканських націй 2006 - чвертьфінал          | -    | 87'                            |
| 7-2-2006   | Александрія          | Нігерія          | 0 – 1                     | Кот-д'Івуар          | Кубок африканських націй 2006 - півфінал             | -    |                                |
| 10-2-2006  | Каїр                 | Єгипет           | 0 – 0 д.ч. (4 - 2 п.п.)   | Кот-д'Івуар          | Кубок африканських націй 2006 - Фінал                | -    | 90+1'                          |
| 1-3-2006   | Вальядолід           | Іспанія          | 3 – 2                     | Кот-д'Івуар          | товариський матч                                     | -    |                                |
| 27-5-2006  | Базель               | Швейцарія        | 1 – 1                     | Кот-д'Івуар          | товариський матч                                     | -    |                                |
| 30-5-2006  | Віттель              | Чилі             | 1 – 1                     | Кот-д'Івуар          | товариський матч                                     | -    | 46'                            |
| 4-6-2006   | Бондуфль             | Кот-д'Івуар      | 3 – 0                     | Словенія             | товариський матч                                     | -    | 65'                            |
| 10-6-2006  | Гамбург              | Аргентина        | 2 – 1                     | Кот-д'Івуар          | ЧС 2006 - 1-й етап                                   | -    |                                |
| 16-6-2006  | Штутгарт             | Нідерланди       | 2 – 1                     | Кот-д'Івуар          | ЧС 2006 - 1-й етап                                   | -    |                                |
| 21-6-2006  | Мюнхен               | Кот-д'Івуар      | 3 – 2                     | Сербія та Чорногорія | ЧС 2006 - 1-й етап                                   | -    |                                |
| 8-10-2006  | Абіджан              | Кот-д'Івуар      | 5 – 0                     | Габон                | Відбір до Кубка африканських націй 2008              | -    | 80'                            |
| 15-11-2006 | Ле-Ман               | Кот-д'Івуар      | 1 – 0                     | Швеція               | товариський матч                                     | -    | 46'                            |
| 3-6-2007   | Буаке                | Кот-д'Івуар      | 5 – 0                     | Мадагаскар           | Відбір до Кубка африканських націй 2008              | 1    |                                |
| 22-8-2007  | Париж                | Кот-д'Івуар      | 0 – 0                     | Єгипет               | товариський матч                                     | -    |                                |
| 8-9-2007   | Лібревіль            | Габон            | 0 – 0                     | Кот-д'Івуар          | Відбір до Кубка африканських націй 2008              | -    |                                |
| 17-11-2007 | Мелен (Сена і Марна) | Ангола           | 2 – 1                     | Кот-д'Івуар          | товариський матч                                     | -    |                                |
| 21-11-2007 | Доха                 | Катар            | 1 – 6                     | Кот-д'Івуар          | товариський матч                                     | -    | 46'                            |
| 12-1-2008  | Ель-Кувейт           | Кувейт           | 0 – 2                     | Кот-д'Івуар          | товариський матч                                     | -    | 46'                            |
| 21-1-2008  | Секонді-Такораді     | Нігерія          | 0 – 1                     | Кот-д'Івуар          | Кубок африканських націй 2008 - 1-й етап             | -    |                                |
| 25-1-2008  | Секонді-Такораді     | Кот-д'Івуар      | 4 – 1                     | Бенін                | Кубок африканських націй 2008 - 1-й етап             | 1    |                                |
| 29-1-2008  | Аккра                | Кот-д'Івуар      | 3 – 0                     | Малі                 | Кубок африканських націй 2008 - 1-й етап             | -    |                                |
| 3-2-2008   | Секонді-Такораді     | Кот-д'Івуар      | 5 – 0                     | Гвінея               | Кубок африканських націй 2008 - чвертьфінал          | -    |                                |
| 7-2-2008   | Кумасі               | Кот-д'Івуар      | 1 – 4                     | Єгипет               | Кубок африканських націй 2008 - півфінал             | -    |                                |
| 9-2-2008   | Кумасі               | Гана             | 4 – 2                     | Кот-д'Івуар          | Кубок африканських націй 2008 - матч за 3-тє місце   | -    | 64'                            |
| 20-8-2008  | Шантійї              | Кот-д'Івуар      | 2 – 1                     | Гвінея               | товариський матч                                     | -    |                                |
| 7-9-2008   | Мапуту               | Мозамбік         | 1 – 1                     | Кот-д'Івуар          | Відбір до ЧС 2010                                    | -    | 88'                            |
| 11-10-2008 | Абіджан              | Кот-д'Івуар      | 3 – 0                     | Мадагаскар           | Відбір до ЧС 2010                                    | -    |                                |
| 11-2-2009  | Ізмір                | Туреччина        | 1 – 1                     | Кот-д'Івуар          | товариський матч                                     | -    | 87'                            |
| 7-6-2009   | Конакрі              | Гвінея           | 1 – 2                     | Кот-д'Івуар          | Відбір до ЧС 2010                                    | -    | 84'                            |
| 13-6-2009  | Абіджан              | Кот-д'Івуар      | 2 – 1                     | Камерун              | товариський матч                                     | -    | 30'                            |
| 20-6-2009  | Уагадугу             | Буркіна-Фасо     | 2 – 3                     | Кот-д'Івуар          | Відбір до ЧС 2010                                    | 1    |                                |
| 12-8-2009  | Сус                  | Туніс            | 0 – 0                     | Кот-д'Івуар          | товариський матч                                     | -    |                                |
| 5-9-2009   | Абіджан              | Кот-д'Івуар      | 5 – 0                     | Буркіна-Фасо         | Відбір до ЧС 2010                                    | 1    |                                |
| 10-10-2009 | Блантайр             | Малаві           | 1 – 1                     | Кот-д'Івуар          | Відбір до ЧС 2010                                    | -    | 79'                            |
| 14-11-2009 | Абіджан              | Кот-д'Івуар      | 3 – 0                     | Гвінея               | Відбір до ЧС 2010                                    | -    |                                |
| 18-11-2009 | Гельзенкірхен        | Німеччина        | 2 – 2                     | Кот-д'Івуар          | товариський матч                                     | -    | 90'                            |
| 4-1-2010   | Дар-ес-Салам         | Танзанія         | 0 – 1                     | Кот-д'Івуар          | товариський матч                                     | -    | 46'                            |
| 7-1-2010   | Дар-ес-Салам         | Кот-д'Івуар      | 2 – 0                     | Руанда               | товариський матч                                     | -    | 46'                            |
| 11-1-2010  | Кабінда              | Кот-д'Івуар      | 0 – 0                     | Буркіна-Фасо         | Кубок африканських націй 2010 - 1-й етап             | -    | 71'                            |
| 15-1-2010  | Кабінда              | Кот-д'Івуар      | 3 – 1                     | Гана                 | Кубок африканських націй 2010 - 1-й етап             | -    | 71'                            |
| 24-1-2010  | Кабінда              | Кот-д'Івуар      | 2 – 3 д.ч.                | Алжир                | Кубок африканських націй 2010 - чвертьфінал          | -    | 120'                           |
| 30-5-2010  | Тонон-ле-Бен         | Парагвай         | 2 – 2                     | Кот-д'Івуар          | товариський матч                                     | -    |                                |
| 4-6-2010   | Сьйон                | Кот-д'Івуар      | 2 – 0                     | Японія               | товариський матч                                     | -    |                                |
| 15-6-2010  | Порт-Елізабет        | Кот-д'Івуар      | 0 – 0                     | Португалія           | ЧС 2010 - 1-й етап                                   | -    |                                |
| 20-6-2010  | Йоганнесбург         | Бразилія         | 3 – 1                     | Кот-д'Івуар          | ЧС 2010 - 1-й етап                                   | -    |                                |
| 25-6-2010  | Нельспрюйт           | Північна Корея   | 0 – 3                     | Кот-д'Івуар          | ЧС 2010 - 1-й етап                                   | 1    |                                |
| 10-8-2010  | Лондон               | Кот-д'Івуар      | 1 – 0                     | Італія               | товариський матч                                     | -    |                                |
| 4-9-2010   | Абіджан              | Кот-д'Івуар      | 3 – 0                     | Руанда               | Відбір до Кубка африканських націй 2012              | 1    |                                |
| 17-11-2010 | Познань              | Польща           | 3 – 1                     | Кот-д'Івуар          | товариський матч                                     | -    | 88'                            |
| 5-6-2011   | Котону               | Бенін            | 2 – 6                     | Кот-д'Івуар          | Відбір до Кубка африканських націй 2012              | -    |                                |
| 10-8-2011  | Лансі                | Кот-д'Івуар      | 4 – 3                     | Ізраїль              | товариський матч                                     | 1    | 46'                            |
| 3-9-2011   | Кігалі               | Руанда           | 0 – 5                     | Кот-д'Івуар          | Відбір до Кубка африканських націй 2012              | -    | 60'                            |
| 9-10-2011  | Абіджан              | Кот-д'Івуар      | 2 – 1                     | Бурунді              | Відбір до Кубка африканських націй 2012              | 1    |                                |
| 12-11-2011 | Порт-Елізабет        | ПАР              | 1 – 1                     | Кот-д'Івуар          | товариський матч                                     | -    | 85'                            |
| 16-1-2012  | Абу-Дабі             | Кот-д'Івуар      | 1 – 0                     | Лівія                | товариський матч                                     | -    |                                |
| 22-1-2012  | Малабо               | Кот-д'Івуар      | 1 – 0                     | Судан                | Кубок африканських націй 2012 - 1-й етап             | -    |                                |
| 26-1-2012  | Малабо               | Кот-д'Івуар      | 2 – 0                     | Буркіна-Фасо         | Кубок африканських націй 2012 - 1-й етап             | -    | 81'                            |
| 4-2-2012   | Малабо               | Кот-д'Івуар      | 3 – 0                     | Екваторіальна Гвінея | Кубок африканських націй 2012 - чвертьфінал          | 1    |                                |
| 8-2-2012   | Лібревіль            | Малі             | 0 – 1                     | Кот-д'Івуар          | Кубок африканських націй 2012 - півфінал             | -    | 90'                            |
| 12-2-2012  | Лібревіль            | Замбія           | 0 – 0 д.ч. (8 - 7 п.п.)   | Кот-д'Івуар          | Кубок африканських націй 2012 - Фінал                | -    | 86'                            |
| 15-8-2012  | Москва               | Росія            | 1 – 1                     | Кот-д'Івуар          | товариський матч                                     | -    | 90+2'                          |
| 8-9-2012   | Абіджан              | Кот-д'Івуар      | 4 – 2                     | Сенегал              | Відбір до Кубка африканських націй 2013              | -    |                                |
| 13-10-2012 | Дакар                | Сенегал          | 0 – 2                     | Кот-д'Івуар          | Відбір до Кубка африканських націй 2013              | -    | 56'                            |
| 14-11-2012 | Лінц                 | Австрія          | 0 – 3                     | Кот-д'Івуар          | товариський матч                                     | -    | 69'                            |
| 14-1-2013  | Абу-Дабі             | Кот-д'Івуар      | 4 – 2                     | Єгипет               | товариський матч                                     | -    | 46' 90+3'                      |
| 22-1-2013  | Рустенбург           | Кот-д'Івуар      | 2 – 1                     | Того                 | Кубок африканських націй 2013 - 1-й етап             | 1    |                                |
| 26-1-2013  | Рустенбург           | Кот-д'Івуар      | 3 – 0                     | Туніс                | Кубок африканських націй 2013 - 1-й етап             | 1    |                                |
| 3-2-2013   | Рустенбург           | Кот-д'Івуар      | 1 – 2                     | Нігерія              | Кубок африканських націй 2013 - чвертьфінал          | -    | 39'                            |
| 23-3-2013  | Абіджан              | Кот-д'Івуар      | 3 – 0                     | Гамбія               | Відбір до ЧС 2014                                    | 1    |                                |
| 8-6-2013   | Банжул               | Гамбія           | 0 – 3                     | Кот-д'Івуар          | Відбір до ЧС 2014                                    | 1    |                                |
| 16-6-2013  | Дар-ес-Салам         | Танзанія         | 2 – 4                     | Кот-д'Івуар          | Відбір до ЧС 2014                                    | 2    |                                |
| 7-9-2013   | Абіджан              | Кот-д'Івуар      | 1 – 1                     | Марокко              | Відбір до ЧС 2014                                    | -    | 84'                            |
| 12-10-2013 | Абіджан              | Кот-д'Івуар      | 3 – 1                     | Сенегал              | Відбір до ЧС 2014                                    | -    |                                |
| 16-11-2013 | Касабланка           | Сенегал          | 1 – 1                     | Кот-д'Івуар          | Відбір до ЧС 2014                                    | -    | 15'                            |
| 5-3-2014   | Брюссель             | Бельгія          | 2 – 2                     | Кот-д'Івуар          | товариський матч                                     | -    | 83'                            |
| 14-6-2014  | Ресіфі               | Кот-д'Івуар      | 2 – 1                     | Японія               | ЧС 2014 - 1-й етап                                   | -    |                                |
| 19-6-2014  | Бразиліа             | Колумбія         | 2 – 1                     | Кот-д'Івуар          | ЧС 2014 - 1-й етап                                   | -    |                                |
| 24-6-2014  | Форталеза            | Греція           | 2 – 1                     | Кот-д'Івуар          | ЧС 2014 - 1-й етап                                   | -    |                                |
| 6-9-2014   | Абіджан              | Кот-д'Івуар      | 2 – 1                     | Сьєрра-Леоне         | Відбір до Кубка африканських націй 2015              | -    | кап.                           |
| 10-9-2014  | Яунде                | Камерун          | 4 – 1                     | Кот-д'Івуар          | Відбір до Кубка африканських націй 2015              | 1    | кап.                           |
| 11-10-2014 | Кіншаса              | ДР Конго         | 1 – 2                     | Кот-д'Івуар          | Відбір до Кубка африканських націй 2015              | -    | кап.                           |
| 15-10-2014 | Абіджан              | Кот-д'Івуар      | 3 – 4                     | ДР Конго             | Відбір до Кубка африканських націй 2015              | 1    | кап.                           |
| 14-11-2014 | Фрітаун              | Сьєрра-Леоне     | 1 – 5                     | Кот-д'Івуар          | Відбір до Кубка африканських націй 2015              | -    | кап.                           |
| 19-11-2014 | Абіджан              | Кот-д'Івуар      | 0 – 0                     | Камерун              | Відбір до Кубка африканських націй 2015              | -    | кап.                           |
| 11-1-2015  | Абу-Дабі             | Кот-д'Івуар      | 1 – 0                     | Нігерія              | товариський матч                                     | -    | кап. - 46'                     |
| 15-1-2015  | Абу-Дабі             | Кот-д'Івуар      | 0 – 2                     | Швеція               | товариський матч                                     | -    | кап. - 73'                     |
| 20-1-2015  | Малабо               | Кот-д'Івуар      | 1 – 1                     | Гвінея               | Кубок африканських націй 2015 - 1-й етап             | -    | кап. - 86'                     |
| 24-1-2015  | Малабо               | Кот-д'Івуар      | 1 – 1                     | Малі                 | Кубок африканських націй 2015 - 1-й етап             | -    | кап.                           |
| 28-1-2015  | Малабо               | Камерун          | 0 – 1                     | Кот-д'Івуар          | Кубок африканських націй 2015 - 1-й етап             | -    | кап. - 32' 82'                 |
| 1-2-2015   | Малабо               | Кот-д'Івуар      | 3 – 1                     | Алжир                | Кубок африканських націй 2015 - чвертьфінал di Фінал | -    | кап.                           |
| 4-2-2015   | Бата                 | ДР Конго         | 1 – 3                     | Кот-д'Івуар          | Кубок африканських націй 2015 - півфінал             | 1    | кап. - 28'                     |
| 8-2-2015   | Бата                 | Кот-д'Івуар      | 0 – 0 д.ч. (9 - 8 п.п.)   | Гана                 | Кубок африканських націй 2015 - Фінал                | -    | кап. 2-й титул чемпіона Африки |
| 26-3-2015  | Абіджан              | Кот-д'Івуар      | 2 – 0                     | Ангола               | товариський матч                                     | -    | кап. - 87'                     |
| 29-3-2015  | Абіджан              | Кот-д'Івуар      | 1 – 1                     | Екваторіальна Гвінея | товариський матч                                     | -    | кап.                           |
| Усього     |                      | Матчів (4 місце) | 102                       |                      | Голів (6 місце)                                      | 19   |                                |

## Нагороди та досягнення

### Командні
«Олімпіакос»
- Чемпіон Греції: 2005-06
- Володар Кубка Греції: 2005-06

«Барселона»
- Чемпіон Іспанії: 2008-09, 2009-10
- Володар Кубка Іспанії: 2008–09
- Володар Суперкубка Іспанії: 2009
- Переможець Ліги чемпіонів УЄФА: 2008–09
- Володар Суперкубка УЄФА: 2009
- Чемпіон світу серед клубів: 2009

«Манчестер Сіті»
- Чемпіон Англії: 2011-12, 2013-14
- Володар Кубка Англії: 2010-11
- Володар Кубка Ліги: 2013-14, 2015-16, 2017-18
- Володар Суперкубка Англії: 2012

Збірна Кот-д'Івуару
- Чемпіон Африки: 2015
- Срібний призер Кубка африканських націй: 2006, 2012

### Індивідуальні
- Африканський футболіст року: 2011, 2012, 2013
- Найкращий футболіст Кот-д'Івуару: 2008, 2009